# Aliabad-e Ajwora
Aliabad-e Ajwora (pers. علي ابادايوراع) – wieś w Iranie, w ostanie Hamadan. W 2006 roku liczyła 354 mieszkańców w 73 rodzinach.